# Dholavira
Dholavira (gujarati : ધોળાવીરા) est un site archéologique situé dans la municipalité de Bhachau du district de Kutch, dans l'état du Gujarat à l'ouest de l'Inde. Son nom provient du village éponyme à un kilomètre au sud, ce dernier se trouvant à 165 km de Radhanpur. Aussi connu sous le nom de Kotada timba le site abrite les ruines d'une cité harappéenne (Civilisation de l'Indus). C'est l'un des cinq plus grands sites harappéens, et le plus important site archéologique indien appartenant à la civilisation de l'Indus. Dholavira est aussi considérée comme la plus étendue des cités de son temps. Ses ruines sont situées sur l'ile de Khadir bet dans une zone protégée du Rann de Kutch et le site couvre plus de 100 ha. Le lieu a été occupé à partir de 2650 av. J.-C. et a décru lentement après 2100. Il a été brièvement abandonné et réoccupé jusqu'en 1450.
Le site a été découvert en 1967-68 par Jagat Pati Joshi. Les fouilles, en cours depuis 1990, sont menées par l'Archaeological Survey of India qui considère que « Dholavira a vraiment ajouté une nouvelle dimension à la personnalité de la Civilisation de l'Indus ».
Dholavira : une cité harappéenne est inscrite sur la liste du patrimoine mondial par l'UNESCO le 27 juillet 2021.